# 鶉 (水雷艇)
|          |                                                                     |
| 艦歴     |                                                                     |
| 計画     | 明治30年度計画                                                      |
| 起工     | 1903年1月20日                                                       |
| 進水     | 1904年2月29日                                                       |
| 就役     | 1904年4月22日                                                       |
| 除籍     | 1923年4月1日                                                        |
| その後   | 1923年4月1日雑役船編入、曳船兼交通船指定                            |
| 廃船     | 1932年9月30日                                                       |
| 性能諸元 |                                                                     |
| 排水量   | 常備：152トン                                                       |
| 全長     | 垂線間長：45.00 m (147 ft 7 in 11/16)                               |
| 全幅     | 4.91 m (16 ft 1 in 7/16)                                            |
| 吃水     | 1.45 m (4 ft 9 in 3/32)                                             |
| 機関     | ノルマン式ボイラー 2基 直立式3気筒3段膨張レシプロ 2基 2軸 4,200馬力 |
| 速力     | 28.5ノット                                                          |
| 航続距離 | 10ノットで2,000海里                                                 |
| 燃料     | 石炭：28.5トン（満載）                                              |
| 乗員     | 30名                                                                |
| 兵装     | 4.7 cm 保式単装軽速射砲3基（推定） 45 cm 水上旋回式発射管3基        |

鶉（うづら、うずら）は、日本海軍の水雷艇で、隼型水雷艇の12番艇である。

## 艦歴
発注時の艇名は第十三号百二十噸水雷艇。1901年（明治34年）12月18日、鶉と命名。1902年（明治35年）10月31日、水雷艇に編入され等級一等となる。1903年（明治36年）1月20日、呉海軍造船廠で起工。 1904年（明治37年）2月29日に進水し、同年4月22日に竣工。
日露戦争では旅順口攻撃に参戦し、日本海海戦では第十五艇隊に所属し夜戦に参加した。
1923年（大正12年）4月1日に除籍され、同日、雑役船に編入となり、曳船兼交通船に指定され呉海軍工廠水雷部所属となる。1932年（昭和7年）9月30日に廃船となる。

## 艇長
- 島内桓太 大尉：1904年4月18日[8] -